# Red Lake (Minnesota)
Pour les articles homonymes, voir Red Lake.
Red Lake est un lac situé dans le comté de Beltrami dans l'État du Minnesota. C'est le plus grand lac semi-naturel d'eau douce situé entièrement à l'intérieur des frontières du Minnesota et le 16e plus grand lac des États-Unis.

## Géographie
Le lac est constitué de deux parties égales séparées par un étranglement d'un kilomètre de large environ. Les deux parties sont connues sous les noms de Red Lake supérieur et Red Lake inférieur. Le lac a une superficie totale de 1 148 km2.